# ATP-seizoen 2013
Het ATP-seizoen in 2013 bestond uit de internationale tennistoernooien, die door de ATP en ITF werden georganiseerd in het kalenderjaar 2013.
Het speelschema omvatte:
- 61 ATP-toernooien, bestaande uit de categorieën:
  - ATP World Tour Masters 1000: 9
  - ATP World Tour 500: 11
  - ATP World Tour 250: 40
  - ATP World Tour Finals: eindejaarstoernooi voor de acht beste tennissers/dubbelspelteams.
- 6 ITF-toernooien, bestaande uit de:
  - 4 grandslamtoernooien;
  - Davis Cup: landenteamtoernooi;
  - Hopman Cup: landenteamtoernooi voor gemengde tenniskoppels, geen ATP-punten.

## Speelschema

### Legenda
| Grand Slams                 |
| Olympische Spelen           |
| ATP World Tour Finals       |
| ATP World Tour Masters 1000 |
| ATP World Tour 500          |
| ATP World Tour 250          |
| Toernooien voor teams       |

Codering
De codering voor het aantal deelnemers.
128S/128Q/64D/32X
- 128 deelnemers aan hoofdtoernooi (S)
- 128 aan het kwalificatietoernooi (Q)
- 64 koppels in het dubbelspel (D)
- 32 koppels in het gemengd dubbelspel (X)

Alle toernooien worden in principe buiten gespeeld, tenzij anders vermeld.
RR = groepswedstrijden, (i) = indoor

### Januari
| Toernooistart                       | Toernooi                                                                                               | Winnaar(s)                                       | Finalist(en)                      | Uitslag finale           | Details |
| ----------------------------------- | --- | ------------------------------------------------ | --------------------------------- | ------------------------ | ------- |
| 29 december 30 december 31 december | Hyundai Hopman Cup Perth, Australië ITF gemengd teamcompetitie AU$ 1.000.000 - hardcourt (i) - 8 teams | Spanje Fernando Verdasco Anabel Medina Garrigues | Servië Novak Đoković Ana Ivanović | 2-1                      | details |
| 29 december 30 december 31 december | Brisbane International Brisbane, Australië ATP World Tour 250 $ 436.630 - hardcourt - 28S/32Q/16D      | Andy Murray                                      | Grigor Dimitrov                   | 7-6(0), 6-4              | details |
| 29 december 30 december 31 december | Brisbane International Brisbane, Australië ATP World Tour 250 $ 436.630 - hardcourt - 28S/32Q/16D      | Marcelo Melo Tommy Robredo                       | Eric Butorac Paul Hanley          | 4-6, 6-1, [10-5]         | details |
| 29 december 30 december 31 december | Aircel Chennai Open Chennai, India ATP World Tour 250 $385.150 - hardcourt - 28S/32Q/16D               | Janko Tipsarević                                 | Roberto Bautista Agut             | 3-6, 6-1, 6-3            | details |
| 29 december 30 december 31 december | Aircel Chennai Open Chennai, India ATP World Tour 250 $385.150 - hardcourt - 28S/32Q/16D               | Benoît Paire Stanislas Wawrinka                  | Andre Begemann Martin Emmrich     | 6-2, 6-1                 | details |
| 29 december 30 december 31 december | Qatar ExxonMobil Open Doha, Qatar ATP World Tour 250 $ 1.054.720 - hardcourt - 32S/32Q/16D             | Richard Gasquet                                  | Nikolaj Davydenko                 | 3-6, 7-6(4), 6-3         | details |
| 29 december 30 december 31 december | Qatar ExxonMobil Open Doha, Qatar ATP World Tour 250 $ 1.054.720 - hardcourt - 32S/32Q/16D             | Christopher Kas Philipp Kohlschreiber            | Julian Knowle Filip Polášek       | 7-5, 6-4                 | details |
| 7 januari                           | Apia International Sydney Sydney, Australië ATP World Tour 250 $ 436.630 - hardcourt - 28S/32Q/16D     | Bernard Tomic                                    | Kevin Anderson                    | 6-3, 6-7(2), 6-3         | details |
| 7 januari                           | Apia International Sydney Sydney, Australië ATP World Tour 250 $ 436.630 - hardcourt - 28S/32Q/16D     | Bob Bryan Mike Bryan                             | Maks Mirni Horia Tecău            | 6-4, 6-4                 | details |
| 7 januari                           | Heineken Open Auckland, Nieuw-Zeeland ATP World Tour 250 $ 433.400 - hardcourt - 28S/32Q/16D           | David Ferrer                                     | Philipp Kohlschreiber             | 7-6(5), 6-1              | details |
| 7 januari                           | Heineken Open Auckland, Nieuw-Zeeland ATP World Tour 250 $ 433.400 - hardcourt - 28S/32Q/16D           | Colin Fleming Bruno Soares                       | Johan Brunström Frederik Nielsen  | 7-6(1), 7-6(2)           | details |
| 14 januari 21 januari               | Australian Open Melbourne, Australië Grand Slam AU$ 15.000.000 - hardcourt 128S/128Q/64D/32X           | Novak Đoković                                    | Andy Murray                       | 6-7(2), 7-6(3), 6-3, 6-2 | details |
| 14 januari 21 januari               | Australian Open Melbourne, Australië Grand Slam AU$ 15.000.000 - hardcourt 128S/128Q/64D/32X           | Bob Bryan Mike Bryan                             | Robin Haase Igor Sijsling         | 6-3, 6-4                 | details |
| 14 januari 21 januari               | Australian Open Melbourne, Australië Grand Slam AU$ 15.000.000 - hardcourt 128S/128Q/64D/32X           | Jarmila Gajdošová Matthew Ebden                  | Lucie Hradecká František Čermák   | 6-3, 7-5                 | details |

### Februari
| Toernooistart | Toernooi | Winnaar(s)                      | Finalist(en)                           | Uitslag finale      | Details |
| ------------- | --- | ------------------------------- | -------------------------------------- | ------------------- | ------- |
| 1 februari    | Davis Cup (1e ronde) |                                 |                                        |                     | details |
| 4 februari    | Open Sud de France Montpellier, Frankrijk ATP World Tour 250 € 410.200 - hardcourt (i) - 28S/32Q/16D                              | Richard Gasquet                 | Benoît Paire                           | 6-2, 6-3            | details |
| 4 februari    | Open Sud de France Montpellier, Frankrijk ATP World Tour 250 € 410.200 - hardcourt (i) - 28S/32Q/16D                              | Marc Gicquel Michaël Llodra     | Johan Brunström Raven Klaasen          | 6-3, 3-6, [11-9]    | details |
| 4 februari    | PBZ Zagreb Indoors Zagreb, Kroatië ATP World Tour 250 € 410.200 - hardcourt (i) - 28S/32Q/16D                                     | Marin Čilić                     | Jürgen Melzer                          | 6-3, 6-1            | details |
| 4 februari    | PBZ Zagreb Indoors Zagreb, Kroatië ATP World Tour 250 € 410.200 - hardcourt (i) - 28S/32Q/16D                                     | Julian Knowle Filip Polášek     | Ivan Dodig Mate Pavić                  | 6-3, 6-3            | details |
| 4 februari    | VTR Open Chile Viña del Mar, Chili ATP World Tour 250 $ 410.200 - gravel - 28S/32Q/16D                                            | Horacio Zeballos                | Rafael Nadal                           | 6-7(2), 7-6(6), 6-4 | details |
| 4 februari    | VTR Open Chile Viña del Mar, Chili ATP World Tour 250 $ 410.200 - gravel - 28S/32Q/16D                                            | Paolo Lorenzi Potito Starace    | Juan Mónaco Rafael Nadal               | 6-2, 6-4            | details |
| 11 februari   | ABN AMRO World Tennis Tournament Rotterdam, Nederland ATP World Tour 500 €1.227.875 - hardcourt (i) - 32S/32Q/16D                 | Juan Martín del Potro           | Julien Benneteau                       | 7-6(2), 6-3         | details |
| 11 februari   | ABN AMRO World Tennis Tournament Rotterdam, Nederland ATP World Tour 500 €1.227.875 - hardcourt (i) - 32S/32Q/16D                 | Robert Lindstedt Nenad Zimonjić | Thiemo de Bakker Jesse Huta Galung     | 5-7, 6-3, [10-8]    | details |
| 11 februari   | Brasil Open 2013 São Paulo, Brazilië ATP World Tour 250 $ 455.775 - gravel (i) - 28S/32Q/16D                                      | Rafael Nadal                    | David Nalbandian                       | 6-2, 6-3            | details |
| 11 februari   | Brasil Open 2013 São Paulo, Brazilië ATP World Tour 250 $ 455.775 - gravel (i) - 28S/32Q/16D                                      | Alexander Peya Bruno Soares     | František Čermák Michal Mertiňák       | 6-7(5), 6-2, [10-7] | details |
| 11 februari   | SAP Open San José, Verenigde Staten ATP World Tour 250 $ 546.930 - hardcourt (i) - 28S/32Q/16D                                    | Milos Raonic                    | Tommy Haas                             | 6-4, 6-3            | details |
| 11 februari   | SAP Open San José, Verenigde Staten ATP World Tour 250 $ 546.930 - hardcourt (i) - 28S/32Q/16D                                    | Xavier Malisse Frank Moser      | Lleyton Hewitt Marinko Matosevic       | 6-0, 6-7(5), [10-4] | details |
| 18 februari   | Open 13 Marseille, Frankrijk ATP World Tour 250 € 528.135 - hardcourt (i) - 28S/32Q/16D                                           | Jo-Wilfried Tsonga              | Tomáš Berdych                          | 3-6, 7-6(6), 6-4    | details |
| 18 februari   | Open 13 Marseille, Frankrijk ATP World Tour 250 € 528.135 - hardcourt (i) - 28S/32Q/16D                                           | Rohan Bopanna Colin Fleming     | Aisam-ul-Haq Qureshi Jean-Julien Rojer | 6-4, 7-6(3)         | details |
| 18 februari   | U.S. National Indoor Tennis Championships Memphis, Verenigde Staten ATP World Tour 500 $ 1.121.750 - hardcourt (i) - 32S/32Q/16D  | Kei Nishikori                   | Feliciano López                        | 6-2, 6-3            | details |
| 18 februari   | U.S. National Indoor Tennis Championships Memphis, Verenigde Staten ATP World Tour 500 $ 1.121.750 - hardcourt (i) - 32S/32Q/16D  | Bob Bryan Mike Bryan            | James Blake Jack Sock                  | 6-1, 6-2            | details |
| 18 februari   | Copa Claro Buenos Aires, Argentinië ATP World Tour 250 $ 493.670 - gravel - 32S/32Q/16D                                           | David Ferrer                    | Stanislas Wawrinka                     | 6-4, 3-6, 6-1       | details |
| 18 februari   | Copa Claro Buenos Aires, Argentinië ATP World Tour 250 $ 493.670 - gravel - 32S/32Q/16D                                           | Simone Bolelli Fabio Fognini    | Nicholas Monroe Simon Stadler          | 6-3, 6-2            | details |
| 25 februari   | Dubai Duty Free Tennis Championships Dubai, Verenigde Arabische Emiraten ATP World Tour 500 $ 1.785.500 - hardcourt - 32S/32Q/16D | Novak Đoković                   | Tomáš Berdych                          | 7-5, 6-3            | details |
| 25 februari   | Dubai Duty Free Tennis Championships Dubai, Verenigde Arabische Emiraten ATP World Tour 500 $ 1.785.500 - hardcourt - 32S/32Q/16D | Mahesh Bhupathi Michaël Llodra  | Robert Lindstedt Nenad Zimonjić        | 7-6(6), 7-6(6)      | details |
| 25 februari   | Delray Beach Int'l Tennis Championships Delray Beach, Verenigde Staten ATP World Tour 250 $ 455.775 - hardcourt - 32S/32Q/16D     | Ernests Gulbis                  | Édouard Roger-Vasselin                 | 7-6(3), 6-3         | details |
| 25 februari   | Delray Beach Int'l Tennis Championships Delray Beach, Verenigde Staten ATP World Tour 250 $ 455.775 - hardcourt - 32S/32Q/16D     | James Blake Jack Sock           | Maks Mirni Horia Tecău                 | 6-4, 6-4            | details |
| 25 februari   | Abierto Mexicano Telcel Acapulco, Mexico ATP World Tour 500 $ 1.212.750 - gravel - 32S/32Q/16D                                    | Rafael Nadal                    | David Ferrer                           | 6-0, 6-2            | details |
| 25 februari   | Abierto Mexicano Telcel Acapulco, Mexico ATP World Tour 500 $ 1.212.750 - gravel - 32S/32Q/16D                                    | Łukasz Kubot David Marrero      | Simone Bolelli Fabio Fognini           | 7-5, 6-2            | details |

### Maart
| Toernooistart     | Toernooi | Winnaar(s)                             | Finalist(en)                         | Uitslag finale   | Details |
| ----------------- | --- | -------------------------------------- | ------------------------------------ | ---------------- | ------- |
| 4 maart 11 maart  | BNP Paribas Open Indian Wells, Verenigde Staten ATP World Tour Masters 1000 $ 4.330.625 - hardcourt - 96S/48Q/32D | Rafael Nadal                           | Juan Martín del Potro                | 4-6, 6-3, 6-4    | details |
| 4 maart 11 maart  | BNP Paribas Open Indian Wells, Verenigde Staten ATP World Tour Masters 1000 $ 4.330.625 - hardcourt - 96S/48Q/32D | Bob Bryan Mike Bryan                   | Treat Huey Jerzy Janowicz            | 6-3, 3-6, [10-6] | details |
| 18 maart 25 maart | Sony Open Tennis Miami, Verenigde Staten ATP World Tour Masters 1000 $ 4.330.625 - hardcourt - 96S/48Q/32D        | Andy Murray                            | David Ferrer                         | 2-6, 6-4, 7-6(1) | details |
| 18 maart 25 maart | Sony Open Tennis Miami, Verenigde Staten ATP World Tour Masters 1000 $ 4.330.625 - hardcourt - 96S/48Q/32D        | Aisam-ul-Haq Qureshi Jean-Julien Rojer | Mariusz Fyrstenberg Marcin Matkowski | 6-4, 6-1         | details |

### April
| Toernooistart | Toernooi | Winnaar(s)                                                             | Finalist(en)                                                        | Uitslag finale       | Details |
| ------------- | --- | ---------------------------------------------------------------------- | ------------------------------------------------------------------- | -------------------- | ------- |
| 5 april       | Davis Cup (kwartfinales) Vancouver, Canada – hardcourt (i) Boise, Verenigde Staten – hardcourt (i) Buenos Aires, Argentinië – gravel Astana, Kazachstan – gravel(i) | Kwartfinale winnaars Canada 3–1 Servië 3–1 Argentinië 3–2 Tsjechië 3–1 | Kwartfinale verliezers Italië Verenigde Staten Frankrijk Kazachstan |                      | details |
| 8 april       | Grand Prix Hassan II Casablanca, Marokko ATP World Tour 250 € 410.200 - gravel - 28S/32Q/16D                                                                        | Tommy Robredo                                                          | Kevin Anderson                                                      | 7-6(6), 4-6, 6-3     | details |
| 8 april       | Grand Prix Hassan II Casablanca, Marokko ATP World Tour 250 € 410.200 - gravel - 28S/32Q/16D                                                                        | Julian Knowle Filip Polášek                                            | Dustin Brown Christopher Kas                                        | 6-3, 6-2             | details |
| 8 april       | U.S. Men's Clay Court Championships Houston, Verenigde Staten ATP World Tour 250 $ 455.775 - gravel (kastanjebruin) - 28S/32Q/16D                                   | John Isner                                                             | Nicolás Almagro                                                     | 6-3, 7-5             | details |
| 8 april       | U.S. Men's Clay Court Championships Houston, Verenigde Staten ATP World Tour 250 $ 455.775 - gravel (kastanjebruin) - 28S/32Q/16D                                   | Jamie Murray John Peers                                                | Bob Bryan Mike Bryan                                                | 1-6, 7-6(3), [12-10] | details |
| 14 april      | Monte-Carlo Rolex Masters Monte Carlo, Monaco ATP World Tour Masters 1000 € 2.646.495 - gravel - 56S/28Q/24D                                                        | Novak Đoković                                                          | Rafael Nadal                                                        | 6-2, 7-6(1)          | details |
| 14 april      | Monte-Carlo Rolex Masters Monte Carlo, Monaco ATP World Tour Masters 1000 € 2.646.495 - gravel - 56S/28Q/24D                                                        | Julien Benneteau Nenad Zimonjić                                        | Bob Bryan Mike Bryan                                                | 4-6, 7-6(4), [14-12] | details |
| 22 april      | Barcelona Open Banco Sabadell Barcelona, Spanje ATP World Tour 500 € 1.708.875 - gravel - 56S/28Q/24D                                                               | Rafael Nadal                                                           | Nicolás Almagro                                                     | 6-4, 6-3             | details |
| 22 april      | Barcelona Open Banco Sabadell Barcelona, Spanje ATP World Tour 500 € 1.708.875 - gravel - 56S/28Q/24D                                                               | Alexander Peya Bruno Soares                                            | Robert Lindstedt Daniel Nestor                                      | 5-7, 7-6(7), [10-4]  | details |
| 22 april      | BRD Năstase Țiriac Trophy Boekarest, Roemenië ATP World Tour 250 € 410.200 - gravel - 28S/32Q/16D                                                                   | Lukáš Rosol                                                            | Guillermo García López                                              | 6-3, 6-2             | details |
| 22 april      | BRD Năstase Țiriac Trophy Boekarest, Roemenië ATP World Tour 250 € 410.200 - gravel - 28S/32Q/16D                                                                   | Maks Mirni Horia Tecău                                                 | Lukáš Dlouhý Oliver Marach                                          | 4-6, 6-4, [10-6]     | details |
| 29 april      | BMW Open München, Duitsland ATP World Tour 250 € 410.200 - gravel - 28S/32Q/16D                                                                                     | Tommy Haas                                                             | Philipp Kohlschreiber                                               | 6-3, 7-6(3)          | details |
| 29 april      | BMW Open München, Duitsland ATP World Tour 250 € 410.200 - gravel - 28S/32Q/16D                                                                                     | Jarkko Nieminen Dmitri Toersoenov                                      | Marcos Baghdatis Eric Butorac                                       | 6-1, 6-4             | details |
| 29 april      | Portugal Open Oeiras, Portugal ATP World Tour 250 € 410.200 - gravel - 28S/32Q/16D                                                                                  | Stanislas Wawrinka                                                     | David Ferrer                                                        | 6-1, 6-4             | details |
| 29 april      | Portugal Open Oeiras, Portugal ATP World Tour 250 € 410.200 - gravel - 28S/32Q/16D                                                                                  | Santiago González Scott Lipsky                                         | Aisam-ul-Haq Qureshi Jean-Julien Rojer                              | 6-3, 4-6, [10-7]     | details |

### Mei
| Toernooistart | Toernooi                                                                                               | Winnaar(s)                      | Finalist(en)                              | Uitslag finale   | Details |
| ------------- | --- | ------------------------------- | ----------------------------------------- | ---------------- | ------- |
| 5 mei         | Mutua Madrid Open Madrid, Spanje ATP World Tour Masters 1000 € 3.368.265 - gravel - 56S/28Q/24D        | Rafael Nadal                    | Stanislas Wawrinka                        | 6-2, 6-4         | details |
| 5 mei         | Mutua Madrid Open Madrid, Spanje ATP World Tour Masters 1000 € 3.368.265 - gravel - 56S/28Q/24D        | Bob Bryan Mike Bryan            | Alexander Peya Bruno Soares               | 6-2, 6-3         | details |
| 12 mei        | Internazionali BNL d'Italia Rome, Italië ATP World Tour Masters 1000 €2.646.495 - gravel - 56S/28Q/24D | Rafael Nadal                    | Roger Federer                             | 6-1, 6-3         | details |
| 12 mei        | Internazionali BNL d'Italia Rome, Italië ATP World Tour Masters 1000 €2.646.495 - gravel - 56S/28Q/24D | Bob Bryan Mike Bryan            | Mahesh Bhupathi Rohan Bopanna             | 6-2, 6-3         | details |
| 19 mei        | Power Horse Cup Düsseldorf, Duitsland ATP World Tour 250 € 410.200 - gravel - 28S/??Q/16D              | Juan Mónaco                     | Jarkko Nieminen                           | 6-4, 6-3         | details |
| 19 mei        | Power Horse Cup Düsseldorf, Duitsland ATP World Tour 250 € 410.200 - gravel - 28S/??Q/16D              | Andre Begemann Martin Emmrich   | Treat Huey Dominic Inglot                 | 7-5, 6-2         | details |
| 19 mei        | Open de Nice Côte d’Azur Nice, Frankrijk ATP World Tour 250 € 410.200 - gravel - 28S/32Q/16D           | Albert Montañés                 | Gaël Monfils                              | 6-0, 7-6(3)      | details |
| 19 mei        | Open de Nice Côte d’Azur Nice, Frankrijk ATP World Tour 250 € 410.200 - gravel - 28S/32Q/16D           | Johan Brunström Raven Klaasen   | Juan Sebastián Cabal Robert Farah Maksoud | 6-3, 6-2         | details |
| 26 mei 3 juni | Roland Garros Parijs, Frankrijk Grand Slam € 10.104.000 - gravel 128S/128Q/64D/32X                     | Rafael Nadal                    | David Ferrer                              | 6-3, 6-2, 6-3    | details |
| 26 mei 3 juni | Roland Garros Parijs, Frankrijk Grand Slam € 10.104.000 - gravel 128S/128Q/64D/32X                     | Bob Bryan Mike Bryan            | Michaël Llodra Nicolas Mahut              | 6-4, 4-6, 7-6(4) | details |
| 26 mei 3 juni | Roland Garros Parijs, Frankrijk Grand Slam € 10.104.000 - gravel 128S/128Q/64D/32X                     | Lucie Hradecká František Čermák | Kristina Mladenovic Daniel Nestor         | 1-6, 6-4, [10-6] | details |

### Juni
| Toernooistart   | Toernooi                                                                                              | Winnaar(s)                        | Finalist(en)                      | Uitslag finale      | Details |
| --------------- | --- | --------------------------------- | --------------------------------- | ------------------- | ------- |
| 10 juni         | AEGON Championships Londen, Verenigd Koninkrijk ATP World Tour 250 € 683.665 - gras - 56S/32Q/24D     | Andy Murray                       | Marin Čilić                       | 5-7, 7-5, 6-3       | details |
| 10 juni         | AEGON Championships Londen, Verenigd Koninkrijk ATP World Tour 250 € 683.665 - gras - 56S/32Q/24D     | Bob Bryan Mike Bryan              | Alexander Peya Bruno Soares       | 4-6, 7-5, [10-3]    | details |
| 10 juni         | Gerry Weber Open Halle, Duitsland ATP World Tour 250 € 683.665 - gras - 28S/32Q/16D                   | Roger Federer                     | Michail Joezjny                   | 6-7(5), 6-3, 6-4    | details |
| 10 juni         | Gerry Weber Open Halle, Duitsland ATP World Tour 250 € 683.665 - gras - 28S/32Q/16D                   | Santiago González Scott Lipsky    | Daniele Bracciali Jonathan Erlich | 6-2, 7-6(3)         | details |
| 16 juni 17 juni | Unicef Open Rosmalen, Nederland ATP World Tour 250 € 410.200 - gras - 32S/32Q/16D                     | Nicolas Mahut                     | Stanislas Wawrinka                | 6-3, 6-4            | details |
| 16 juni 17 juni | Unicef Open Rosmalen, Nederland ATP World Tour 250 € 410.200 - gras - 32S/32Q/16D                     | Maks Mirni Horia Tecău            | Andre Begemann Martin Emmrich     | 6-3, 7-6(4)         | details |
| 16 juni 17 juni | AEGON International Eastbourne, Verenigd Koninkrijk ATP World Tour 250 € 461.710 - gras - 28S/23Q/16D | Feliciano López                   | Gilles Simon                      | 7-6(2), 6-7(5), 6-0 | details |
| 16 juni 17 juni | AEGON International Eastbourne, Verenigd Koninkrijk ATP World Tour 250 € 461.710 - gras - 28S/23Q/16D | Alexander Peya Bruno Soares       | Colin Fleming Jonathan Marray     | 3-6, 6-3, [10-8]    | details |
| 24 juni 1 juli  | Wimbledon Londen, Verenigd Koninkrijk Grand Slam £ 10.514.000 - gras 128S/128Q/64D/16Q/48X            | Andy Murray                       | Novak Đoković                     | 6-4, 7-5, 6-4       | details |
| 24 juni 1 juli  | Wimbledon Londen, Verenigd Koninkrijk Grand Slam £ 10.514.000 - gras 128S/128Q/64D/16Q/48X            | Bob Bryan Mike Bryan              | Ivan Dodig Marcelo Melo           | 3-6, 6-3, 6-4, 6-4  | details |
| 24 juni 1 juli  | Wimbledon Londen, Verenigd Koninkrijk Grand Slam £ 10.514.000 - gras 128S/128Q/64D/16Q/48X            | Daniel Nestor Kristina Mladenociv | Bruno Soares Lisa Raymond         | 5-7, 6-2, 8-6       | details |

### Juli
| Toernooistart   | Toernooi | Winnaar(s)                           | Finalist(en)                         | Uitslag finale         | Details |
| --------------- | --- | ------------------------------------ | ------------------------------------ | ---------------------- | ------- |
| 8 juli          | Hall of Fame Tennis Champs Newport, Verenigde Staten ATP World Tour 250 $ 455.775 - gras - 32S/32Q/16D                  | Nicolas Mahut                        | Lleyton Hewitt                       | 5-7, 7-5, 6-3          | details |
| 8 juli          | Hall of Fame Tennis Champs Newport, Verenigde Staten ATP World Tour 250 $ 455.775 - gras - 32S/32Q/16D                  | Nicolas Mahut Édouard Roger-Vasselin | Tim Smyczek Rhyne Williams           | 6-7(4), 6-2, [10-5]    | details |
| 8 juli          | SkiStar Swedish Open Båstad, Zweden ATP World Tour 250 € 433.770 - gravel - 28S/32Q/16D                                 | Carlos Berlocq                       | Fernando Verdasco                    | 7-5, 6-1               | details |
| 8 juli          | SkiStar Swedish Open Båstad, Zweden ATP World Tour 250 € 433.770 - gravel - 28S/32Q/16D                                 | Nicholas Monroe Simon Stadler        | Carlos Berlocq Albert Ramos          | 6-2, 3-6, [10-3]       | details |
| 8 juli          | MercedesCup Stuttgart, Duitsland ATP World Tour 250 € 410.200 - gravel - 28S/32Q/16D                                    | Fabio Fognini                        | Philipp Kohlschreiber                | 5-7, 6-4, 6-4          | details |
| 8 juli          | MercedesCup Stuttgart, Duitsland ATP World Tour 250 € 410.200 - gravel - 28S/32Q/16D                                    | Facundo Bagnis Thomaz Bellucci       | Tomasz Bednarek Mateusz Kowalczyk    | 2-6, 6-4, [11-9]       | details |
| 15 juli         | Claro Open Colombia Bogota, Colombia ATP World Tour 250 $ 638.085 - hardcourt - 28S/20Q/16D                             | Ivo Karlović                         | Alejandro Falla                      | 6-3, 7-6(4)            | details |
| 15 juli         | Claro Open Colombia Bogota, Colombia ATP World Tour 250 $ 638.085 - hardcourt - 28S/20Q/16D                             | Purav Raja Divij Sharan              | Édouard Roger-Vasselin Igor Sijsling | 7-6(4), 7-6(3)         | details |
| 15 juli         | bet-at-home Open - German Tennis Championships Hamburg, Duitsland ATP World Tour 500 € 1.102.500 - gravel - 48S/24Q/16D | Fabio Fognini                        | Federico Delbonis                    | 4-6, 7-6(8), 6-2       | details |
| 15 juli         | bet-at-home Open - German Tennis Championships Hamburg, Duitsland ATP World Tour 500 € 1.102.500 - gravel - 48S/24Q/16D | Mariusz Fyrstenberg Marcin Matkowski | Alexander Peya Bruno Soares          | 3-6, 6-1, [10-8]       | details |
| 22 juli         | Crédit Agricole Suisse Open Gstaad Gstaad, Zwitserland ATP World Tour 250 € 410.200 - gravel - 28S/22Q/16D              | Michail Joezjny                      | Robin Haase                          | 6-3, 6-4               | details |
| 22 juli         | Crédit Agricole Suisse Open Gstaad Gstaad, Zwitserland ATP World Tour 250 € 410.200 - gravel - 28S/22Q/16D              | Jamie Murray John Peers              | Pablo Andújar Guillermo García López | 6-3, 6-4               | details |
| 22 juli         | BB&T Atlanta Open Atlanta, Verenigde Staten ATP World Tour 250 $ 4546.930 - hardcourt - 28S/32Q/16D                     | John Isner                           | Kevin Anderson                       | 6-7(3), 7-6(2), 7-6(2) | details |
| 22 juli         | BB&T Atlanta Open Atlanta, Verenigde Staten ATP World Tour 250 $ 4546.930 - hardcourt - 28S/32Q/16D                     | Édouard Roger-Vasselin Igor Sijsling | Colin Fleming Jonathan Marray        | 7-6(6), 6-3            | details |
| 22 juli         | ATP Vegeta Croatia Open Umag Umag, Kroatië ATP World Tour 250 € 410.200 - gravel - 28S/32Q/16D                          | Tommy Robredo                        | Fabio Fognini                        | 6-0, 6-3               | details |
| 22 juli         | ATP Vegeta Croatia Open Umag Umag, Kroatië ATP World Tour 250 € 410.200 - gravel - 28S/32Q/16D                          | Martin Kližan David Marrero          | Nicholas Monroe Simon Stadler        | 6-1, 5-7, [10-7]       | details |
| 28 juli 29 juli | Bet-At-Home Cup Kitzbühel Kitzbühel, Oostenrijk ATP World Tour 250 € 410.200 - gravel - 28S/16D                         | Marcel Granollers                    | Juan Mónaco                          | 0-6, 7-6(3), 6-4       | details |
| 28 juli 29 juli | Bet-At-Home Cup Kitzbühel Kitzbühel, Oostenrijk ATP World Tour 250 € 410.200 - gravel - 28S/16D                         | Martin Emmrich Christopher Kas       | František Čermák Lukáš Dlouhý        | 6-4, 6-3               | details |
| 28 juli 29 juli | Citi Open Washington, Verenigde Staten ATP World Tour 500 $ 1.295.790 - hardcourt - 48S/24Q/16D                         | Juan Martín del Potro                | John Isner                           | 3-6, 6-1, 6-2          | details |
| 28 juli 29 juli | Citi Open Washington, Verenigde Staten ATP World Tour 500 $ 1.295.790 - hardcourt - 48S/24Q/16D                         | Julien Benneteau Nenad Zimonjić      | Mardy Fish Radek Štěpánek            | 7-6(5), 7-5            | details |

### Augustus
| Toernooistart           | Toernooi | Winnaar(s)                   | Finalist(en)                     | Uitslag finale     | Details |
| ----------------------- | --- | ---------------------------- | -------------------------------- | ------------------ | ------- |
| 5 augustus              | Rogers Masters Montreal, Canada ATP World Tour Masters 1000 $ 2.887.085 - hardcourt - 48S/28Q/24D                      | Rafael Nadal                 | Milos Raonic                     | 6-2, 6-2           | details |
| 5 augustus              | Rogers Masters Montreal, Canada ATP World Tour Masters 1000 $ 2.887.085 - hardcourt - 48S/28Q/24D                      | Alexander Peya Bruno Soares  | Colin Fleming Andy Murray        | 6-4, 7-6(4)        | details |
| 11 augustus             | Western & Southern Open Cincinnati, Verenigde Staten ATP World Tour Masters 1000 $ 3.079.555 - hardcourt - 56S/28Q/24D | Rafael Nadal                 | John Isner                       | 7-6(8), 7-6(3)     | details |
| 11 augustus             | Western & Southern Open Cincinnati, Verenigde Staten ATP World Tour Masters 1000 $ 3.079.555 - hardcourt - 56S/28Q/24D | Bob Bryan Mike Bryan         | Marcel Granollers Marc López     | 6-4, 4-6, [10-4]   | details |
| 18 augustus             | Winston-Salem Open Winston-Salem, Verenigde Staten ATP World Tour 250 $ 5575.250 - hardcourt - 48S/32Q/16D             | Jürgen Melzer                | Gaël Monfils                     | 6-3, 2-1, opgave   | details |
| 18 augustus             | Winston-Salem Open Winston-Salem, Verenigde Staten ATP World Tour 250 $ 5575.250 - hardcourt - 48S/32Q/16D             | Daniel Nestor Leander Paes   | Treat Huey Dominic Inglot        | 7-6(10), 7-5       | details |
| 26 augustus 2 september | US Open New York, Verenigde Staten Grand Slam $ 16.102.000 - hardcourt 128S/128Q/64D/32X                               | Rafael Nadal                 | Novak Đoković                    | 6-2, 3-6, 6-4, 6-1 | details |
| 26 augustus 2 september | US Open New York, Verenigde Staten Grand Slam $ 16.102.000 - hardcourt 128S/128Q/64D/32X                               | Leander Paes Radek Štěpánek  | Alexander Peya Bruno Soares      | 6-1, 6-3           | details |
| 26 augustus 2 september | US Open New York, Verenigde Staten Grand Slam $ 16.102.000 - hardcourt 128S/128Q/64D/32X                               | Maks Mirni Andrea Hlaváčková | Santiago González Abigail Spears | 7-6(5), 6-3        | details |

### September
| Toernooistart | Toernooi | Winnaar(s)                           | Finalist(en)                     | Uitslag finale   | Details |
| ------------- | --- | ------------------------------------ | -------------------------------- | ---------------- | ------- |
| 13 september  | Davis Cup (halve finales)                                                                                     |                                      |                                  |                  | details |
| 16 september  | Open de Moselle Metz, Frankrijk ATP World Tour 250 € 410.200 - hardcourt (i) - 28S/32Q/16D                    | Gilles Simon                         | Jo-Wilfried Tsonga               | 6-4, 6-3         | details |
| 16 september  | Open de Moselle Metz, Frankrijk ATP World Tour 250 € 410.200 - hardcourt (i) - 28S/32Q/16D                    | Johan Brunström Raven Klaasen        | Nicolas Mahut Jo-Wilfried Tsonga | 6-4, 7-6(5)      | details |
| 16 september  | St. Petersburg Open Sint-Petersburg, Rusland ATP World Tour 250 $ 455.775 - hardcourt (i) - 32S/32Q/16D       | Ernests Gulbis                       | Guillermo García López           | 3-6, 6-4, 6-0    | details |
| 16 september  | St. Petersburg Open Sint-Petersburg, Rusland ATP World Tour 250 $ 455.775 - hardcourt (i) - 32S/32Q/16D       | David Marrero Fernando Verdasco      | Dominic Inglot Denis Istomin     | 7-6(6), 6-3      | details |
| 23 september  | PTT Thailand Open Bangkok, Thailand ATP World Tour 250 $ 567.530 - hardcourt (i) - 28S/32Q/16D                | Milos Raonic                         | Tomáš Berdych                    | 7-6(4), 6-3      | details |
| 23 september  | PTT Thailand Open Bangkok, Thailand ATP World Tour 250 $ 567.530 - hardcourt (i) - 28S/32Q/16D                | Jamie Murray John Peers              | Tomasz Bednarek Johan Brunström  | 6-3, 3-6, [10-6] | details |
| 23 september  | Malaysian Open Kuala Lumpur, Maleisië ATP World Tour 250 $ 875.500 - hardcourt (i) - 28S/16Q/16D              | João Sousa                           | Julien Benneteau                 | 2-6, 7-5, 6-4    | details |
| 23 september  | Malaysian Open Kuala Lumpur, Maleisië ATP World Tour 250 $ 875.500 - hardcourt (i) - 28S/16Q/16D              | Eric Butorac Raven Klaasen           | Pablo Cuevas Horacio Zeballos    | 6-2, 6-4         | details |
| 30 september  | China Open Peking, China ATP World Tour 500 $ 2.315.250 - hardcourt - 32S/16Q/16D                             | Novak Đoković                        | Rafael Nadal                     | 6-3, 6-4         | details |
| 30 september  | China Open Peking, China ATP World Tour 500 $ 2.315.250 - hardcourt - 32S/16Q/16D                             | Maks Mirni Horia Tecău               | Fabio Fognini Andreas Seppi      | 6-4, 6-2         | details |
| 30 september  | Rakuten Japan Open Tennis Championships Tokio, Japan ATP World Tour 500 $ 1.297.000 - hardcourt - 32S/16Q/16D | Juan Martín del Potro                | Milos Raonic                     | 7-6(5), 7-5      | details |
| 30 september  | Rakuten Japan Open Tennis Championships Tokio, Japan ATP World Tour 500 $ 1.297.000 - hardcourt - 32S/16Q/16D | Rohan Bopanna Édouard Roger-Vasselin | Jamie Murray John Peers          | 7-6(5), 6-4      | details |

### Oktober
| Toernooistart | Toernooi | Winnaar(s)                             | Finalist(en)                    | Uitslag finale          | Details |
| ------------- | --- | -------------------------------------- | ------------------------------- | ----------------------- | ------- |
| 6 oktober     | Shanghai Rolex Masters Shanghai, China ATP World Tour Masters 1000 $ 3.849.445 - hardcourt - 56S/28Q/24D    | Novak Đoković                          | Juan Martín del Potro           | 6-1, 3-6, 7-6(3)        | details |
| 6 oktober     | Shanghai Rolex Masters Shanghai, China ATP World Tour Masters 1000 $ 3.849.445 - hardcourt - 56S/28Q/24D    | Ivan Dodig Marcelo Melo                | David Marrero Fernando Verdasco | 7-6(2), 6-7(6), [10-2]  | details |
| 14 oktober    | If Stockholm Open Stockholm, Zweden ATP World Tour 250 € 531.165 - hardcourt (i) - 28S/32Q/16D              | Grigor Dimitrov                        | David Ferrer                    | 2-6, 6-3, 6-4           | details |
| 14 oktober    | If Stockholm Open Stockholm, Zweden ATP World Tour 250 € 531.165 - hardcourt (i) - 28S/32Q/16D              | Aisam-ul-Haq Qureshi Jean-Julien Rojer | Jonas Björkman Robert Lindstedt | 6-2, 6-2                | details |
| 14 oktober    | Kremlin Cup Moskou, Rusland ATP World Tour 250 $ 746.750 - hardcourt (i) - 28S/32Q/16D                      | Richard Gasquet                        | Michail Koekoesjkin             | 4-6, 6-4, 6-4           | details |
| 14 oktober    | Kremlin Cup Moskou, Rusland ATP World Tour 250 $ 746.750 - hardcourt (i) - 28S/32Q/16D                      | Michail Jelgin Denis Istomin           | Ken Skupski Neal Skupski        | 6-2, 1-6, [14-12]       | details |
| 14 oktober    | Erste Bank Open Wenen, Oostenrijk ATP World Tour 250 € 501.335 - hardcourt (i) - 28S/32Q/16D                | Tommy Haas                             | Robin Haase                     | 6-3, 4-6, 6-4           | details |
| 14 oktober    | Erste Bank Open Wenen, Oostenrijk ATP World Tour 250 € 501.335 - hardcourt (i) - 28S/32Q/16D                | Florin Mergea Lukáš Rosol              | Julian Knowle Daniel Nestor     | 7-5, 6-4                | details |
| 21 oktober    | Valencia Open 500 Valencia, Spanje ATP World Tour 500 € 1.496.095 - hardcourt (i) - 32S/32Q/16D             | Michail Joezjny                        | David Ferrer                    | 6-3, 7-5                | details |
| 21 oktober    | Valencia Open 500 Valencia, Spanje ATP World Tour 500 € 1.496.095 - hardcourt (i) - 32S/32Q/16D             | Alexander Peya Bruno Soares            | Bob Bryan Mike Bryan            | 7-6(3), 6-7(1), [13-11] | details |
| 21 oktober    | Swiss Indoors Basel Bazel, Zwitserland ATP World Tour 500 € 1.445.835 - hardcourt (i) - 32S/32Q/16D         | Juan Martín del Potro                  | Roger Federer                   | 7-6(3), 2-6, 6-4        | details |
| 21 oktober    | Swiss Indoors Basel Bazel, Zwitserland ATP World Tour 500 € 1.445.835 - hardcourt (i) - 32S/32Q/16D         | Treat Huey Dominic Inglot              | Julian Knowle Oliver Marach     | 6-3, 3-6, [10-4]        | details |
| 28 oktober    | BNP Paribas Masters Parijs, Frankrijk ATP World Tour Masters 1000 € 2.646.495 - hardcourt (i) - 48S/24Q/24D | Novak Đoković                          | David Ferrer                    | 7-5, 7-5                | details |
| 28 oktober    | BNP Paribas Masters Parijs, Frankrijk ATP World Tour Masters 1000 € 2.646.495 - hardcourt (i) - 48S/24Q/24D | Bob Bryan Mike Bryan                   | Alexander Peya Bruno Soares     | 6-3, 6-3                | details |

### November
| Toernooistart | Toernooi | Winnaar(s)                      | Finalist(en)         | Uitslag finale      | Details       |
| ------------- | --- | ------------------------------- | -------------------- | ------------------- | ------------- |
| 5 november    | Barclay ATP World Tour Finals Londen, Verenigd Koninkrijk ATP World Tour Finals £ 6.000.000 - hardcourt (i) - 8S/8D (RR) | Novak Đoković                   | Rafael Nadal         | 6-3, 6-4            | details       |
| 5 november    | Barclay ATP World Tour Finals Londen, Verenigd Koninkrijk ATP World Tour Finals £ 6.000.000 - hardcourt (i) - 8S/8D (RR) | David Marrero Fernando Verdasco | Bob Bryan Mike Bryan | 7-5, 6-7(3), [10-7] | details       |
| 15 november   | Davis Cup (finale) | Tsjechië                        | Servië               | 3-2                 | details       |
| 18 november   | Geen toernooi | Geen toernooi                   | Geen toernooi        | Geen toernooi       | Geen toernooi |
| 25 november   | Geen toernooi | Geen toernooi                   | Geen toernooi        | Geen toernooi       | Geen toernooi |

### December
Geen toernooien

## Overzicht ondergronden
| Januari                  | Januari | Januari | Januari | Januari | Februari | Februari | Februari | Februari | Maart | Maart | Maart | Maart | April | April | April | April | Mei | Mei | Mei | Mei | Mei | Juni | Juni | Juni | Juni | Juli | Juli | Juli | Juli | Augustus | Augustus | Augustus | Augustus | Augustus | September | September | September | September | Oktober | Oktober | Oktober | Oktober | Oktober | November | November | November | November | December | December | December | December |
| ↓ Hardcourt (28 weken) ↓ |         |         |         |         |          |          |          |          |       |       |       |       |       |       |       |       |     |     |     |     |     |      |      |      |      |      |      |      |      |          |          |          |          |          |           |           |           |           |         |         |         |         |         |          |          |          |          |          |          |          |          |
|                          |         |         |         |         |          |          |          |          |       |       |       |       |       |       |       |       |     |     |     |     |     |      |      |      |      |      |      |      |      |          |          |          |          |          |           |           |           |           |         |         |         |         |         |          |          |          |          |          |          |          |          |
| ↓ Gravel (17 weken) ↓    |         |         |         |         |          |          |          |          |       |       |       |       |       |       |       |       |     |     |     |     |     |      |      |      |      |      |      |      |      |          |          |          |          |          |           |           |           |           |         |         |         |         |         |          |          |          |          |          |          |          |          |
|                          |         |         |         |         |          |          |          |          |       |       |       |       |       |       |       |       |     |     |     |     |     |      |      |      |      |      |      |      |      |          |          |          |          |          |           |           |           |           |         |         |         |         |         |          |          |          |          |          |          |          |          |
| ↓ Gras (5 weken) ↓       |         |         |         |         |          |          |          |          |       |       |       |       |       |       |       |       |     |     |     |     |     |      |      |      |      |      |      |      |      |          |          |          |          |          |           |           |           |           |         |         |         |         |         |          |          |          |          |          |          |          |          |
|                          |         |         |         |         |          |          |          |          |       |       |       |       |       |       |       |       |     |     |     |     |     |      |      |      |      |      |      |      |      |          |          |          |          |          |           |           |           |           |         |         |         |         |         |          |          |          |          |          |          |          |          |

|  | = Grandslamtoernooi |  | = Davis Cup (ondergrond bepaald door thuisspelend land) |

## Statistieken toernooien

### Toernooien per ondergrond
| Ondergrond   | Aantal | Buiten/binnen | Aantal |
| ------------ | ------ | ------------- | ------ |
| Hardcourt    | 38     | Buiten        | 23     |
| Hardcourt    | 38     | Binnen        | 18     |
| Gravel       | 22     | Buiten        | 21     |
| Gravel       | 22     | Binnen        | 1      |
| Gras         | 6      | Buiten        | 6      |
| Verschillend | 1      | Verschillend  | 1      |
| Totaal       | 67     |               |        |

### Toernooien per continent
| Continent     | Aantal |
| ------------- | ------ |
| Europa        | 34     |
| Noord-Amerika | 14     |
| Azië          | 8      |
| Oceanië       | 5      |
| Zuid-Amerika  | 4      |
| Afrika        | 1      |
| Verschillend  | 1      |
| Totaal        | 67     |

### Toernooien per land
| Aantal | Land |
| ------ | --- |
| 12     | Verenigde Staten |
| 6      | Frankrijk |
| 5      | Duitsland |
| 4      | Australië, Verenigd Koninkrijk |
| 3      | Spanje |
| 2      | China, Kroatië, Nederland, Oostenrijk, Rusland, Zweden, Zwitserland |
| 1      | Argentinië, Brazilië, Canada, Chili, Colombia, India, Italië, Japan, Maleisië, Mexico, Monaco, Marokko, Nieuw-Zeeland, Portugal, Qatar, Roemenië, Thailand, Verenigde Arabische Emiraten |

## Ranking

### Enkelspel

#### Begin van het seizoen
| Association of Tennis Professionals (ATP) Top 20 herenenkel per 31 december 2012 | Association of Tennis Professionals (ATP) Top 20 herenenkel per 31 december 2012 | Association of Tennis Professionals (ATP) Top 20 herenenkel per 31 december 2012 | Association of Tennis Professionals (ATP) Top 20 herenenkel per 31 december 2012 | Association of Tennis Professionals (ATP) Top 20 herenenkel per 31 december 2012 |
| #                                                                                | Speler                                                                           | Punten                                                                           | Verandering                                                                      |                                                                                  |
| -------------------------------------------------------------------------------- | -------------------------------------------------------------------------------- | -------------------------------------------------------------------------------- | -------------------------------------------------------------------------------- | -------------------------------------------------------------------------------- |
| 1                                                                                | Novak Đoković                                                                    | 12.920                                                                           | Stabiel                                                                          |                                                                                  |
| 2                                                                                | Roger Federer                                                                    | 10.265                                                                           | Stabiel                                                                          |                                                                                  |
| 3                                                                                | Andy Murray                                                                      | 8.000                                                                            | Stabiel                                                                          |                                                                                  |
| 4                                                                                | Rafael Nadal                                                                     | 6.690                                                                            | Stabiel                                                                          |                                                                                  |
| 5                                                                                | David Ferrer                                                                     | 6.505                                                                            | Stabiel                                                                          |                                                                                  |
| 6                                                                                | Tomáš Berdych                                                                    | 4.680                                                                            | Stabiel                                                                          |                                                                                  |
| 7                                                                                | Juan Martín del Potro                                                            | 4.480                                                                            | Stabiel                                                                          |                                                                                  |
| 8                                                                                | Jo-Wilfried Tsonga                                                               | 3.490                                                                            | Stabiel                                                                          |                                                                                  |
| 9                                                                                | Janko Tipsarević                                                                 | 2.990                                                                            | Stabiel                                                                          |                                                                                  |
| 10                                                                               | Richard Gasquet                                                                  | 2.515                                                                            | Stabiel                                                                          |                                                                                  |
| 11                                                                               | Nicolás Almagro                                                                  | 2.515                                                                            | Stabiel                                                                          |                                                                                  |
| 12                                                                               | Juan Mónaco                                                                      | 2.430                                                                            | Stabiel                                                                          |                                                                                  |
| 13                                                                               | Milos Raonic                                                                     | 2.380                                                                            | Stabiel                                                                          |                                                                                  |
| 14                                                                               | John Isner                                                                       | 2.215                                                                            | Stabiel                                                                          |                                                                                  |
| 15                                                                               | Marin Čilić                                                                      | 2.210                                                                            | Stabiel                                                                          |                                                                                  |
| 16                                                                               | Gilles Simon                                                                     | 2.165                                                                            | Stabiel                                                                          |                                                                                  |
| 17                                                                               | Stanislas Wawrinka                                                               | 1.900                                                                            | Stabiel                                                                          |                                                                                  |
| 18                                                                               | Oleksandr Dolgopolov                                                             | 1.855                                                                            | Stabiel                                                                          |                                                                                  |
| 19                                                                               | Kei Nishikori                                                                    | 1.830                                                                            | Stabiel                                                                          |                                                                                  |
| 20                                                                               | Philipp Kohlschreiber                                                            | 1.770                                                                            | Stabiel                                                                          |                                                                                  |

#### Eind van het seizoen
| Association of Tennis Professionals (ATP) Top 20 herenenkel per 30 december 2013 | Association of Tennis Professionals (ATP) Top 20 herenenkel per 30 december 2013 | Association of Tennis Professionals (ATP) Top 20 herenenkel per 30 december 2013 | Association of Tennis Professionals (ATP) Top 20 herenenkel per 30 december 2013 | Association of Tennis Professionals (ATP) Top 20 herenenkel per 30 december 2013 |
| #                                                                                | Speler                                                                           | Punten                                                                           | '12 → '13                                                                        |                                                                                  |
| -------------------------------------------------------------------------------- | -------------------------------------------------------------------------------- | -------------------------------------------------------------------------------- | -------------------------------------------------------------------------------- | -------------------------------------------------------------------------------- |
| 1                                                                                | Rafael Nadal                                                                     | 13.030                                                                           | +3                                                                               |                                                                                  |
| 2                                                                                | Novak Đoković                                                                    | 12.260                                                                           | −1                                                                               |                                                                                  |
| 3                                                                                | David Ferrer                                                                     | 5.800                                                                            | +2                                                                               |                                                                                  |
| 4                                                                                | Andy Murray                                                                      | 5.790                                                                            | −1                                                                               |                                                                                  |
| 5                                                                                | Juan Martín del Potro                                                            | 5.255                                                                            | +2                                                                               |                                                                                  |
| 6                                                                                | Roger Federer                                                                    | 4.205                                                                            | −4                                                                               |                                                                                  |
| 7                                                                                | Tomáš Berdych                                                                    | 4.180                                                                            | −1                                                                               |                                                                                  |
| 8                                                                                | Stanislas Wawrinka                                                               | 3.730                                                                            | +9                                                                               |                                                                                  |
| 9                                                                                | Richard Gasquet                                                                  | 3.300                                                                            | +1                                                                               |                                                                                  |
| 10                                                                               | Jo-Wilfried Tsonga                                                               | 3.065                                                                            | −2                                                                               |                                                                                  |
| 11                                                                               | Milos Raonic                                                                     | 2.860                                                                            | +2                                                                               |                                                                                  |
| 12                                                                               | Tommy Haas                                                                       | 2.435                                                                            | +9                                                                               |                                                                                  |
| 13                                                                               | Nicolás Almagro                                                                  | 2.290                                                                            | −2                                                                               |                                                                                  |
| 14                                                                               | John Isner                                                                       | 2.150                                                                            | Stabiel                                                                          |                                                                                  |
| 15                                                                               | Michail Joezjny                                                                  | 2.145                                                                            | +10                                                                              |                                                                                  |
| 16                                                                               | Fabio Fognini                                                                    | 1.930                                                                            | +29                                                                              |                                                                                  |
| 17                                                                               | Kei Nishikori                                                                    | 1.915                                                                            | +2                                                                               |                                                                                  |
| 18                                                                               | Tommy Robredo                                                                    | 1.810                                                                            | +96                                                                              |                                                                                  |
| 19                                                                               | Gilles Simon                                                                     | 1.790                                                                            | −3                                                                               |                                                                                  |
| 20                                                                               | Kevin Anderson                                                                   | 1.685                                                                            | +17                                                                              |                                                                                  |

## Statistieken

### Enkelspel
| Speler                 | Grand Winst | Slam R-up | ATP Winst | 1000 R-up | ATP Winst | 500 R-up | ATP Winst | 250 R-up | Toernooi zeges | Finales | Hardcourt W/F | Gravel W/F | Gras W/F |
| ---------------------- | ----------- | --------- | --------- | --------- | --------- | -------- | --------- | -------- | -------------- | ------- | ------------- | ---------- | -------- |
| Rafael Nadal           | 2           |           | 5         | 1         | 2         | 1        | 1         | 1        | 10             | 13      | 4/5           | 6/8        | 0/0      |
| Novak Đoković          | 1           | 2         | 3         |           | 2         |          |           |          | 6              | 8       | 5/6           | 1/1        | 0/1      |
| Andy Murray            | 1           | 1         | 1         |           |           |          | 2         |          | 4              | 5       | 2/3           | 0/0        | 2/2      |
| David Ferrer           |             | 1         |           | 2         |           | 2        | 2         | 2        | 2              | 9       | 1/5           | 1/4        | 0/0      |
| Juan Martín del Potro  |             |           |           | 2         | 4         |          |           |          | 4              | 6       | 4/6           | 0/0        | 0/0      |
| John Isner             |             |           |           | 1         |           | 1        | 2         |          | 2              | 4       | 1/3           | 1/1        | 0/0      |
| Milos Raonic           |             |           |           | 1         |           | 1        | 2         |          | 2              | 4       | 2/4           | 0/0        | 0/0      |
| Roger Federer          |             |           |           | 1         |           | 1        | 1         |          | 1              | 3       | 0/1           | 0/1        | 1/1      |
| Stanislas Wawrinka     |             |           |           | 1         |           |          | 1         | 2        | 1              | 4       | 0/0           | 1/3        | 0/1      |
| Fabio Fognini          |             |           |           |           | 1         |          | 1         | 1        | 2              | 3       | 0/0           | 2/3        | 0/0      |
| Michail Joezjny        |             |           |           |           | 1         |          | 1         | 1        | 2              | 3       | 1/1           | 1/1        | 0/1      |
| Kei Nishikori          |             |           |           |           | 1         |          |           |          | 1              | 1       | 1/1           | 0/0        | 0/0      |
| Feliciano López        |             |           |           |           |           | 1        | 1         |          | 1              | 2       | 0/1           | 0/0        | 1/1      |
| Tomáš Berdych          |             |           |           |           |           | 1        |           | 2        |                | 3       | 0/3           | 0/0        | 0/0      |
| Nicolás Almagro        |             |           |           |           |           | 1        |           | 1        |                | 2       | 0/0           | 0/2        | 0/0      |
| Julien Benneteau       |             |           |           |           |           | 1        |           | 1        |                | 2       | 0/2           | 0/0        | 0/0      |
| Federico Delbonis      |             |           |           |           |           | 1        |           |          |                | 1       | 0/0           | 0/1        | 0/0      |
| Richard Gasquet        |             |           |           |           |           |          | 3         |          | 3              | 3       | 3/3           | 0/0        | 0/0      |
| Tommy Haas             |             |           |           |           |           |          | 2         | 1        | 2              | 3       | 1/2           | 1/1        | 0/0      |
| Nicolas Mahut          |             |           |           |           |           |          | 2         |          | 2              | 2       | 0/0           | 0/0        | 2/2      |
| Ernests Gulbis         |             |           |           |           |           |          | 2         |          | 2              | 2       | 2/2           | 0/0        | 0/0      |
| Tommy Robredo          |             |           |           |           |           |          | 2         |          | 2              | 2       | 0/0           | 2/2        | 0/0      |
| Marin Čilić            |             |           |           |           |           |          | 1         | 1        | 1              | 2       | 1/1           | 0/0        | 0/1      |
| Juan Mónaco            |             |           |           |           |           |          | 1         | 1        | 1              | 2       | 0/0           | 1/2        | 0/0      |
| Jürgen Melzer          |             |           |           |           |           |          | 1         | 1        | 1              | 2       | 1/2           | 0/0        | 0/0      |
| Gilles Simon           |             |           |           |           |           |          | 1         | 1        | 1              | 2       | 1/1           | 0/0        | 0/1      |
| Jo-Wilfried Tsonga     |             |           |           |           |           |          | 1         | 1        | 1              | 2       | 1/2           | 0/0        | 0/0      |
| Grigor Dimitrov        |             |           |           |           |           |          | 1         | 1        | 1              | 2       | 1/2           | 0/0        | 0/0      |
| Janko Tipsarević       |             |           |           |           |           |          | 1         |          | 1              | 1       | 1/1           | 0/0        | 0/0      |
| Bernard Tomic          |             |           |           |           |           |          | 1         |          | 1              | 1       | 1/1           | 0/0        | 0/0      |
| Horacio Zeballos       |             |           |           |           |           |          | 1         |          | 1              | 1       | 0/0           | 1/1        | 0/0      |
| Lukáš Rosol            |             |           |           |           |           |          | 1         |          | 1              | 1       | 0/0           | 1/1        | 0/0      |
| Albert Montañés        |             |           |           |           |           |          | 1         |          | 1              | 1       | 0/0           | 1/1        | 0/0      |
| Carlos Berlocq         |             |           |           |           |           |          | 1         |          | 1              | 1       | 0/0           | 1/1        | 0/0      |
| Ivo Karlović           |             |           |           |           |           |          | 1         |          | 1              | 1       | 1/1           | 0/0        | 0/0      |
| Marcel Granollers      |             |           |           |           |           |          | 1         |          | 1              | 1       | 0/0           | 1/1        | 0/0      |
| João Sousa             |             |           |           |           |           |          | 1         |          | 1              | 1       | 1/1           | 0/0        | 0/0      |
| Philipp Kohlschreiber  |             |           |           |           |           |          |           | 3        |                | 3       | 0/1           | 0/2        | 0/0      |
| Kevin Anderson         |             |           |           |           |           |          |           | 3        |                | 3       | 0/2           | 0/1        | 0/0      |
| Gaël Monfils           |             |           |           |           |           |          |           | 2        |                | 2       | 0/1           | 0/1        | 0/0      |
| Guillermo García López |             |           |           |           |           |          |           | 2        |                | 2       | 0/1           | 0/1        | 0/0      |
| Robin Haase            |             |           |           |           |           |          |           | 2        |                | 2       | 0/1           | 0/1        | 0/0      |
| Roberto Bautista Agut  |             |           |           |           |           |          |           | 1        |                | 1       | 0/1           | 0/0        | 0/0      |
| Nikolaj Davydenko      |             |           |           |           |           |          |           | 1        |                | 1       | 0/1           | 0/0        | 0/0      |
| Benoît Paire           |             |           |           |           |           |          |           | 1        |                | 1       | 0/1           | 0/0        | 0/0      |
| David Nalbandian       |             |           |           |           |           |          |           | 1        |                | 1       | 0/0           | 0/1        | 0/0      |
| Édouard Roger-Vasselin |             |           |           |           |           |          |           | 1        |                | 1       | 0/1           | 0/0        | 0/0      |
| Jarkko Nieminen        |             |           |           |           |           |          |           | 1        |                | 1       | 0/0           | 0/1        | 0/0      |
| Fernando Verdasco      |             |           |           |           |           |          |           | 1        |                | 1       | 0/0           | 0/1        | 0/0      |
| Lleyton Hewitt         |             |           |           |           |           |          |           | 1        |                | 1       | 0/0           | 0/0        | 0/1      |
| Alejandro Falla        |             |           |           |           |           |          |           | 1        |                | 1       | 0/1           | 0/0        | 0/0      |
| Michail Koekoesjkin    |             |           |           |           |           |          |           | 1        |                | 1       | 0/1           | 0/0        | 0/0      |
Laatst bijgewerkt op: 3 november 2013

### Dubbelspel
| Speler                 | Grand Winst | Slam R-up | ATP Winst | 1000 R-up | ATP Winst | 500 R-up | ATP Winst | 250 R-up | Toernooi zeges |
| ---------------------- | ----------- | --------- | --------- | --------- | --------- | -------- | --------- | -------- | -------------- |
| Bob Bryan              | 3           |           | 5         | 1         | 1         | 1        | 2         | 1        | 11             |
| Mike Bryan             | 3           |           | 5         | 1         | 1         | 1        | 2         | 1        | 11             |
| Radek Štěpánek         | 1           |           |           |           |           | 1        |           |          | 1              |
| Leander Paes           | 1           |           |           |           |           |          | 1         |          | 2              |
| Bruno Soares           |             | 1         | 1         | 2         | 2         | 1        | 3         | 1        | 6              |
| Alexander Peya         |             | 1         | 1         | 2         | 2         | 1        | 2         | 1        | 5              |
| Marcelo Melo           |             | 1         | 1         |           |           |          | 1         |          | 2              |
| Ivan Dodig             |             | 1         | 1         |           |           |          |           | 1        | 1              |
| Michaël Llodra         |             | 1         |           |           | 1         |          | 1         |          | 2              |
| Igor Sijsling          |             | 1         |           |           |           |          | 1         | 1        | 1              |
| Nicolas Mahut          |             | 1         |           |           |           |          | 1         | 1        | 1              |
| Robin Haase            |             | 1         |           |           |           |          |           |          |                |
| Nenad Zimonjić         |             |           | 1         |           | 2         | 1        |           |          | 3              |
| Julien Benneteau       |             |           | 1         |           | 1         |          |           |          | 2              |
| Aisam-ul-Haq Qureshi   |             |           | 1         |           |           |          | 1         | 2        | 2              |
| Jean-Julien Rojer      |             |           | 1         |           |           |          | 1         | 2        | 2              |
| David Marrero          |             |           |           | 1         | 1         |          | 2         |          | 3              |
| Rohan Bopanna          |             |           |           | 1         | 1         |          | 1         |          | 2              |
| Treat Huey             |             |           |           | 1         | 1         |          |           | 2        | 1              |
| Mahesh Bhupathi        |             |           |           | 1         | 1         |          |           |          | 1              |
| Mariusz Fyrstenberg    |             |           |           | 1         | 1         |          |           |          | 1              |
| Marcin Matkowski       |             |           |           | 1         | 1         |          |           |          | 1              |
| Colin Fleming          |             |           |           | 1         |           |          | 2         | 2        | 2              |
| Fernando Verdasco      |             |           |           | 1         |           |          | 1         |          | 1              |
| Jerzy Janowicz         |             |           |           | 1         |           |          |           |          |                |
| Andy Murray            |             |           |           | 1         |           |          |           |          |                |
| Marcel Granollers      |             |           |           | 1         |           |          |           |          |                |
| Marc López             |             |           |           | 1         |           |          |           |          |                |
| Robert Lindstedt       |             |           |           |           | 1         | 2        |           | 1        | 1              |
| Maks Mirni             |             |           |           |           | 1         |          | 2         | 2        | 3              |
| Horia Tecău            |             |           |           |           | 1         |          | 2         | 2        | 3              |
| Édouard Roger-Vasselin |             |           |           |           | 1         |          | 2         | 1        | 3              |
| Dominic Inglot         |             |           |           |           | 1         |          |           | 3        | 1              |
| Łukasz Kubot           |             |           |           |           | 1         |          |           |          | 1              |
| Fabio Fognini          |             |           |           |           |           | 2        | 1         |          | 1              |
| Jamie Murray           |             |           |           |           |           | 1        | 3         |          | 3              |
| John Peers             |             |           |           |           |           | 1        | 3         |          | 3              |
| Julian Knowle          |             |           |           |           |           | 1        | 2         | 2        | 2              |
| Daniel Nestor          |             |           |           |           |           | 1        | 1         | 1        | 1              |
| Simone Bolelli         |             |           |           |           |           | 1        | 1         |          | 1              |
| Oliver Marach          |             |           |           |           |           | 1        |           | 1        |                |
| Thiemo de Bakker       |             |           |           |           |           | 1        |           |          |                |
| Jesse Huta Galung      |             |           |           |           |           | 1        |           |          |                |
| Mardy Fish             |             |           |           |           |           | 1        |           |          |                |
| Andreas Seppi          |             |           |           |           |           | 1        |           |          |                |
| Raven Klaasen          |             |           |           |           |           |          | 3         | 1        | 3              |
| Johan Brunström        |             |           |           |           |           |          | 2         | 3        | 2              |
| Martin Emmrich         |             |           |           |           |           |          | 2         | 2        | 2              |
| Filip Polášek          |             |           |           |           |           |          | 2         | 1        | 2              |
| Christopher Kas        |             |           |           |           |           |          | 2         | 1        | 2              |
| Santiago González      |             |           |           |           |           |          | 2         |          | 2              |
| Scott Lipsky           |             |           |           |           |           |          | 2         |          | 2              |
| Andre Begemann         |             |           |           |           |           |          | 1         | 2        | 1              |
| Nicholas Monroe        |             |           |           |           |           |          | 1         | 2        | 1              |
| Simon Stadler          |             |           |           |           |           |          | 1         | 2        | 1              |
| Eric Butorac           |             |           |           |           |           |          | 1         | 2        | 1              |
| James Blake            |             |           |           |           |           |          | 1         | 1        | 1              |
| Jack Sock              |             |           |           |           |           |          | 1         | 1        | 1              |
| Denis Istomin          |             |           |           |           |           |          | 1         | 1        | 1              |
| Tommy Robredo          |             |           |           |           |           |          | 1         |          | 1              |
| Benoît Paire           |             |           |           |           |           |          | 1         |          | 1              |
| Stanislas Wawrinka     |             |           |           |           |           |          | 1         |          | 1              |
| Philipp Kohlschreiber  |             |           |           |           |           |          | 1         |          | 1              |
| Marc Gicquel           |             |           |           |           |           |          | 1         |          | 1              |
| Paolo Lorenzi          |             |           |           |           |           |          | 1         |          | 1              |
| Potito Starace         |             |           |           |           |           |          | 1         |          | 1              |
| Xavier Malisse         |             |           |           |           |           |          | 1         |          | 1              |
| Frank Moser            |             |           |           |           |           |          | 1         |          | 1              |
| Jarkko Nieminen        |             |           |           |           |           |          | 1         |          | 1              |
| Dmitri Toersoenov      |             |           |           |           |           |          | 1         |          | 1              |
| Facundo Bagnis         |             |           |           |           |           |          | 1         |          | 1              |
| Thomaz Bellucci        |             |           |           |           |           |          | 1         |          | 1              |
| Purav Raja             |             |           |           |           |           |          | 1         |          | 1              |
| Divij Sharan           |             |           |           |           |           |          | 1         |          | 1              |
| Martin Kližan          |             |           |           |           |           |          | 1         |          | 1              |
| Michail Jelgin         |             |           |           |           |           |          | 1         |          | 1              |
| Florin Mergea          |             |           |           |           |           |          | 1         |          | 1              |
| Lukáš Rosol            |             |           |           |           |           |          | 1         |          | 1              |
| Jonathan Marray        |             |           |           |           |           |          |           | 2        |                |
| František Čermák       |             |           |           |           |           |          |           | 2        |                |
| Lukáš Dlouhý           |             |           |           |           |           |          |           | 2        |                |
| Tomasz Bednarek        |             |           |           |           |           |          |           | 2        |                |
| Paul Hanley            |             |           |           |           |           |          |           | 1        |                |
| Frederik Nielsen       |             |           |           |           |           |          |           | 1        |                |
| Mate Pavić             |             |           |           |           |           |          |           | 1        |                |
| Juan Mónaco            |             |           |           |           |           |          |           | 1        |                |
| Rafael Nadal           |             |           |           |           |           |          |           | 1        |                |
| Michal Mertiňák        |             |           |           |           |           |          |           | 1        |                |
| Lleyton Hewitt         |             |           |           |           |           |          |           | 1        |                |
| Marinko Matosevic      |             |           |           |           |           |          |           | 1        |                |
| Dustin Brown           |             |           |           |           |           |          |           | 1        |                |
| Marcos Baghdatis       |             |           |           |           |           |          |           | 1        |                |
| Juan Sebastián Cabal   |             |           |           |           |           |          |           | 1        |                |
| Robert Farah Maksoud   |             |           |           |           |           |          |           | 1        |                |
| Daniele Bracciali      |             |           |           |           |           |          |           | 1        |                |
| Jonathan Erlich        |             |           |           |           |           |          |           | 1        |                |
| Mateusz Kowalczyk      |             |           |           |           |           |          |           | 1        |                |
| Carlos Berlocq         |             |           |           |           |           |          |           | 1        |                |
| Albert Ramos           |             |           |           |           |           |          |           | 1        |                |
| Tim Smyczek            |             |           |           |           |           |          |           | 1        |                |
| Rhyne Williams         |             |           |           |           |           |          |           | 1        |                |
| Pablo Andújar          |             |           |           |           |           |          |           | 1        |                |
| Guillermo García López |             |           |           |           |           |          |           | 1        |                |
| Jo-Wilfried Tsonga     |             |           |           |           |           |          |           | 1        |                |
| Pablo Cuevas           |             |           |           |           |           |          |           | 1        |                |
| Horacio Zeballos       |             |           |           |           |           |          |           | 1        |                |
| Ken Skupski            |             |           |           |           |           |          |           | 1        |                |
| Neal Skupski           |             |           |           |           |           |          |           | 1        |                |
| Jonas Björkman         |             |           |           |           |           |          |           | 1        |                |
Laatst bijgewerkt op: 4 november 2013

## Uitzendrechten
De ATP-tennistoernooien waren in Nederland in 2013 exclusief te zien op betaalzender Sport1. Sport1 had een tenniskanaal onder de naam Sport1 Tennis. De betaalzender zond de ATP 1000, de ATP 500 en de belangrijkste ATP 250 heren-tennistoernooien live uit. De sportzender Sport 1 had in 2013 ook de rechten in handen van de WTA-toernooien, Wimbledon en de Davis Cup.